# Vênus Verticórdia

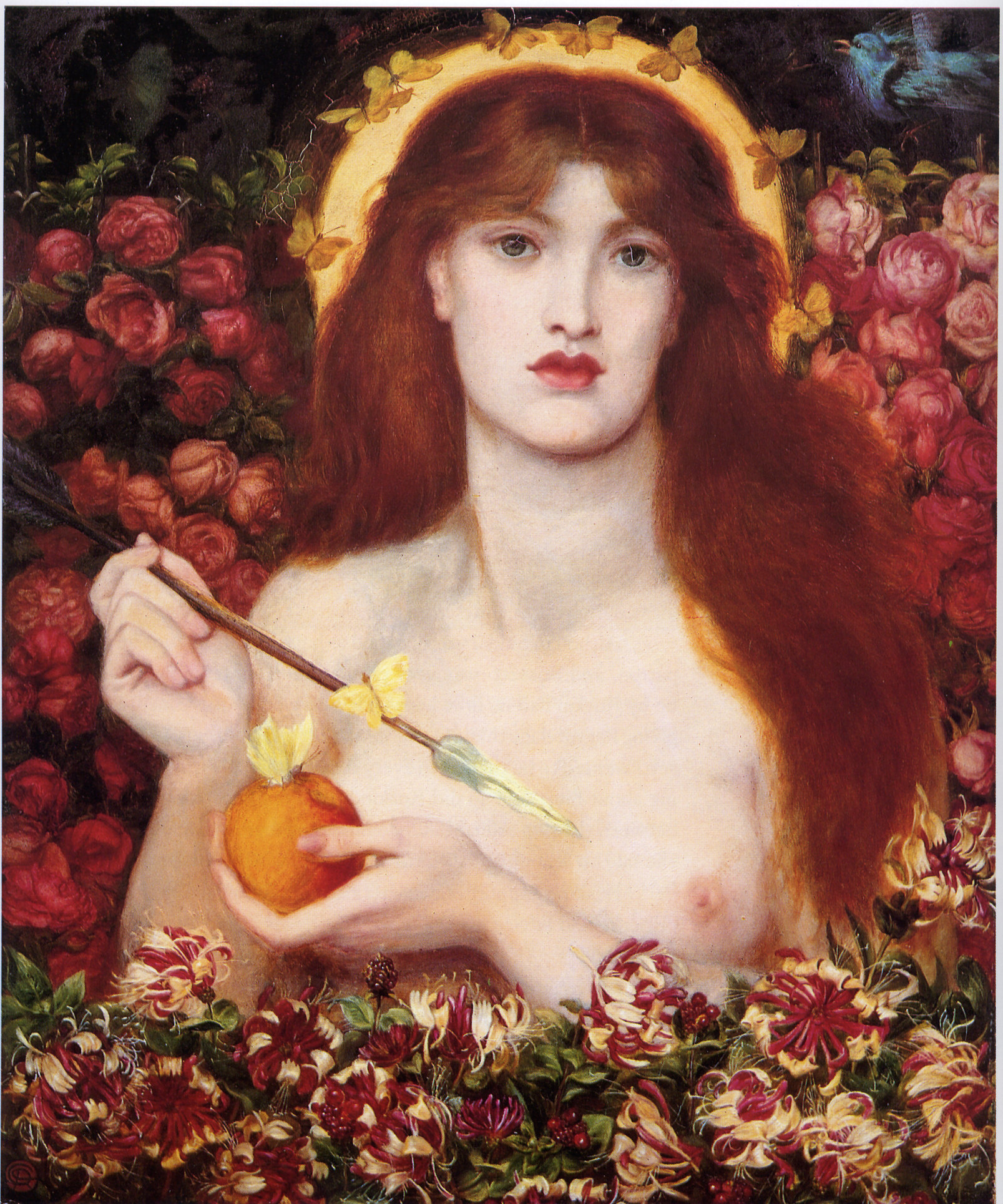
Vênus Verticordia por Dante Gabriel Rossetti (1868), Russell-Cotes Art Gallery & Museum

Vênus Verticórdia ("aquela que altera o coração") era um epíteto da deusa Romana Vênus, em alusão a capacidade da deusa de mudar o coração de luxúria para a castidade.
No ano de 114 A.C., três Virgens vestais foram condenadas à morte por transgredir  , com cavaleiros romanos a rígida lei contra as relações sexuais. Para expiar seus crimes, um santuário foi dedicado a Vénus Verticórdia na esperança de que ela iria mudar os corações das mulheres e meninas contra a imoralidade e para a castidade. Daí o seu nome Verticórdia, que significa "transformar, coração'. Sob este título, ela era especialmente adorada por mulheres casadas, e em 1 de abril, a Veneralia um festival foi celebrado em sua honra.
De acordo com Valerius Maximus, uma mulher romana chamada Sulpicia foi escolhida pelo voto entre dez escolhidas por sorteio, de um conjunto de cem, mulheres que tinham sido escolhidas para dedicar uma estátua de Vênus Verticórdia. Sulpicia foi considerada a mulher mais casta e bem casada de Roma, e o método de seleção foi prescrito pelos Livros Sibilinos.